# Sackville Pelham, 5. Earl of Yarborough
Sackville George Pelham, 5. Earl of Yarborough MC (geborener Anderson-Pelham; * 17. Dezember 1888; † 7. Februar 1948) war ein britischer Peer und Politiker.

## Leben
Er war der zweite von vier Söhnen von Charles Anderson-Pelham, 4. Earl of Yarborough und dessen Ehefrau Marcia Lane-Fox, 7. Baroness Fauconberg. Sein Vater änderte 1905 mit königlicher Lizenz den Familiennamen von „Anderson-Pelham“ zu „Pelham“.
1910 trat er als Second Lieutenant in das Kavallerieregiment 11th Hussars (Prince Albert’s Own) ein. Er wurde 1914 zum Lieutenant befördert. Während des Ersten Weltkrieges nahm er zwischen 1914 und 1918 an den Kämpfen in Frankreich teil. Er wurde 1916 zum Captain befördert und für seine militärischen Verdienste 1918 mit dem Military Cross (MC) ausgezeichnet. 1919 schied er aus dem aktiven Militärdienst aus, wurde aber 1926 Major der Nottinghamshire Yeomanry, einem Verband der Territorialarmee, und war von 1936 bis 1940 im Rang eines Lieutenant-Colonel Kommandeur dieser Einheit. Anlässlich des Zweiten Weltkrieges in den aktiven Militärdienst zurückbeordert, aus dem er schließlich 1944 ausschied.
Da sein älterer Bruder Lieutenant Charles Sackville Pelham, Lord Worsley, bereits am 30. Oktober 1914 in der Ersten Ypernschlacht gefallen war, erbte Pelham beim Tod seiner Mutter am 17. November 1926 deren Adelstitel als 8. Baron Fauconberg und 14. Baron Conyers. Er wurde dadurch schon zu Lebzeiten seines Vaters Mitglied des House of Lords. Beim Tod seines Vaters erbte er am 12. Juli 1936 auch dessen Adelstitel als 5. Earl of Yarborough, 5. Baron Worsley und 6. Baron Yarborough. Er übernahm von seinem Vater auch das Familienanwesen Brocklesby Park in Lincolnshire und das Ehrenamt des Leiters einer Parforcejagd (Master of the Brocklesby Hounds).
Am 23. September 1919 heiratete Pelham Nancy Brocklehurst. Aus dieser Ehe gingen die beiden Töchter hervor:
- Lady Diana Mary Pelham (1920–2013) ⚭ 1952 Robert Miller († 1990);
- Lady June Wendy Pelham (1924–2012) ⚭ 1959 Michael Lycett.

Da er keine Söhne hatte, erbte bei seinem Tod am 7. Februar 1948 sein jüngster Bruder Marcus Herbert Pelham seine Titel als Earl of Yarborough, Baron Worsley und Baron Yarborough. Die Titel Baron Conyers und Baron Fauconberg sind auch in weiblicher Linie erblich und fielen bei seinem Tod 1948 in Abeyance zwischen seinen beiden Töchtern. Als die jüngere Tochter June Wendy 2012 kinderlos starb, wurden beide Titel der älteren Diana Mary wiederhergestellt, fielen aber bereits 2013 bei deren Tod erneut in Abeyance zwischen deren beiden Töchtern.